# PAKU PAKU -The Pandaman Show-
PAKU PAKU -The Pandaman Show-（パクパク ザパンダマンショー）は、PANDA 1/2がMCを務めるUSTREAM番組。

## 概要
PANDA 1/2の音楽プロデューサーJames Panda Jr.と、パンダ大好きタレントの藤岡みなみがMCを務める「パンダ情報＆音楽情報バラエティ番組」。
タイトルはテレビ神奈川制作の番組「saku saku」を意識したもので、MCが女性と動物のキャラクターである点も共通している。視聴者参加型番組であり、放送中に投稿された視聴者のメッセージを紹介する。番組ではPANDA 1/2の新曲情報・ミュージックビデオを他のメディアよりいち早く紹介するほか、イベントやライブステージの生中継も行う。
2010年4月28日から2012年11月14日まで毎週水曜日21:54 (JST) からUSTREAMで配信されていた。
2011年5月11日、タイトルを「PAKU PAKU P -The Pandaman Show-」に変え番組内容を一新。
2012年11月14日、藤岡みなみの卒業に伴い放送終了。
2013年2月24日、James Panda Jr.の単独MCにて「The Pandaman Show 3」のタイトルで不定期放送番組として復活。

## オープニング曲
- 上海は夜の6時（2010年4月28日 - 2011年5月4日）
- PANDA! PANDA! PANDA! -PAKU PAKU P remix version-（2011年5月11日 - 2012年11月14日）

## コーナー

### パンダがいる風景
視聴者から投稿された「パンダが写っている画像」を紹介するコーナー。

### 今週のパンダグッズ
メンバーが入手したパンダグッズを紹介するコーナー。ここで紹介されたパンダグッズは視聴者へのプレゼントになるケースが多い。

### 今週のキーワード
番組内で発表されるキーワードをTwitterでツイートすることで、抽選でプレゼントが当選する。なお、当選者への発送の連絡のため、ジェームズ☆パンダJr.のTwitterアカウントをフォローしておくことが必須である。

## 主な出来事
2010年4月28日、第1回放送。放送開始時刻は22:55。藤岡は目の周囲を黒く塗るパンダメイクを施して登場。話すことも決まっていない手探りでの放送だったとのこと。
2010年6月9日、「もうすぐ来るさ！夏はロックなビートでGo!Go!2時間半拡大版スペシャル」と題して、18:30から3時間に渡ってUSTREAM STUDIO SHIBUYAから放送。
2010年7月7日、「七夕ガールズトークスペシャル」と題して、ビクターエンタテインメント本社から放送。
2010年8月25日、LIVEで訪れた中国・上海市から放送。配信の不具合により、画面がモザイクで覆われた放送となる。
2010年10月27日、シングル「中華街ウキウキ通り」のミュージックビデオの撮影のために訪れた中国・上海市から2度目の放送。
2010年11月24日、新宿区のスタジオアルタから放送。街頭のアルタビジョンでも2回、計6分に渡って同時放送された。
2010年12月1日、藤岡がプレミアの巣窟の取材でマイアミに発ったため、MCはジェームズ☆パンダJr.のみの放送。藤岡はVTR出演。
2010年12月23日、ジェームズ☆パンダJr.による、「世界のパンダを巡る旅」（世界PAKUルン滞在記）がスタート。1⁄2か月（15日間）で海外のパンダがいる動物園をめぐる模様を毎日生中継する。
2011年1月26日、「世界のパンダを巡る旅 オーストラリア編」、アデレード動物園のパンダに会いに行く旅がスタート。2月3日、帰国。
2011年2月21日、上野動物園に中国から2頭のジャイアントパンダ（中国名：ビーリー、シィエンニュ）が来園。PANDA 1/2は上野経済新聞の半日記者として取材し、その一部始終を生中継する。
2011年2月26日、藤岡が上野動物園でのパンダ歓迎大使任命式に「うえのパンダ応援団」として出席。その舞台裏を撮影した模様を3月2日に放送する。
2011年4月1日、上野動物園で2頭のジャイアントパンダ、リーリー、シンシン（中国名：ビーリー、シィエンニュ）の一般公開が開始され、前日から行列に並んだ藤岡が一番乗りを果たす。4月6日の放送では映像とともにその経緯を紹介した。
2011年4月30日、タワーレコード新宿店でインストアイベントを開催。その際、番組開始1周年を記念して公開記念イベントを行う。
2011年5月11日、番組のタイトルを「PAKU PAKU P -The Pandaman Show-」に変え、番組内容を一新する。
2011年5月24日、「世界のパンダを巡る旅 マカオ編」がスタート。26日、マカオパンダ館のパンダのもとを訪ね、「世界のパンダを巡る旅」を完結させる。
2011年8月24日、シングル「夏をぶっとばせ -WILD SUMMER 2012-」のミュージックビデオの撮影のため、ジェームズ☆パンダJr.が北海道から中継。
2011年10月5日、藤岡が東南アジア旅行中のため、MCはジェームズ☆パンダJr.のみの放送。
2011年12月17日、第100回目の放送を記念して、新宿ロフトプラスワンから公開生放送。
2012年1月2日、ジェームズ☆パンダJr.が神戸市立王子動物園から放送。
2012年2月21日、シングル「ぼくらがスリジャヤワルダナプラコッテへ旅に出る理由」のミュージックビデオの撮影のため、スリランカから中継。26日まで滞在。
2012年4月28日、「PAKU PAKU P 2周年記念 スリランカスペシャル」と題して、池尻大橋2.5Dから公開生放送。
2012年11月14日、藤岡みなみがPANDA 1/2から脱退することが発表され、この第111回目をもって最終回となった。

## 世界のパンダを巡る旅
ジェームズ☆パンダJr.による、世界中のパンダがいる動物園をすべて訪ね、各国のパンダと対面する企画。
企画の最中は日本にいる藤岡が1人でMCを務め、海外のジェームズ☆パンダJr.と中継を結ぶスタイルとなっている。
事の発端は配信限定シングル「中華街ウキウキ通り」のミュージックビデオの撮影にある。2010年10月、ジェームズ☆パンダJr.からミュージックビデオの撮影のために「中華料理を食べつくせ!」と指令を出され、中国・上海市にて2日間で中華料理208品目を食べさせられた藤岡が、その撮影の仕返しのために企てた。
2010年12月23日-2011年1月6日（15日間）、1月26日-2月3日（9日間）、5月24日-27日（4日間）の28日間に渡って、世界10の国と地域・13動物園の35頭のパンダをUSTREAMでライブ配信、または撮影し、番組の中で紹介した。※既に訪ねた日本・中国（特別行政区を除く）の動物園以外。
旅では、持参したiPhoneを紛失する（アメリカ・カリフォルニア州ロサンゼルス）、iPadの置き引きに遭う（ドイツ・ベルリン）、差し歯を失くす（オーストラリア・エアーズロック）、ホテルのカードキーを紛失する（マカオ）といった「失くす」トラブルが相次いだ。
また、メキシコ・メキシコシティのチャプルテペック動物園では訪ねた際に閉園していたにもかかわらず、動物園関係者の温情により入園を許可されたこともあった。そのほか、オーストラリア・シドニーではサッカー・AFCアジアカップ2011の日本対オーストラリア戦で盛り上がるスポーツバーを訪ねて現場の白熱ぶりを生中継したり、エアーズロックの麓からライブ配信するなど、パンダに関することにとどまらない配信も行っている。
以下は動物園来園時の日付、ジャイアントパンダの頭数。日付は日本時間。
2010年12月25日、サンディエゴ動物園（アメリカ・カリフォルニア州、5頭）
2010年12月26日、チャプルテペック動物園（メキシコ・メキシコシティ、3頭）
2010年12月27日、メンフィス動物園（アメリカ・テネシー州、2頭）
2010年12月28日、アトランタ動物園（アメリカ・ジョージア州、4頭）
2010年12月30日、スミソニアン国立動物園（アメリカ・ワシントンD.C.、2頭）
2010年12月31日、マドリード動物園（スペイン・マドリード、4頭）
2011年1月1日、シェーンブルン動物園（オーストリア・ウィーン、3頭）
2011年1月3日、ベルリン動物園（ドイツ・ベルリン、1頭）
2011年1月4日、香港海洋公園（香港、2頭）
2011年1月5日、チェンマイ動物園（タイ・ムアンチエンマイ郡、3頭）
2011年1月6日、台北市立動物園（台湾・台北市、2頭）
2011年1月30日、アデレード動物園（オーストラリア・アデレード、2頭）
2011年5月26日、マカオパンダ館（マカオ・コロアン島、2頭）

## 過去のゲスト
- Yukko（のあのわ）（第7回、2010年6月9日）
- 岡本啓佑（黒猫チェルシー）（第7回、2010年6月9日）
- COSMETICS（第11回、2010年7月7日）
- Mizca（第12回、2010年7月14日）
- SAWA（第14回、2010年7月28日）
- ROCKETMAN（第15回、2010年8月4日）
- 中村佑介（第16回、2010年8月11日）
- DJやついいちろう（第17回、2010年8月18日）
- 高野健一（第19回、2010年9月1日）
- ジャミール（第21回、2010年9月15日）
- 吉田山田（第25回、2010年11月3日）
- ダイアモンド✡ユカイ（第26回、2010年11月10日）
- 神田桂一（第76回、2011年6月22日）
- ネロ、諸岡大也、岸田小石（第91回、2011年9月28日）
- ジャミール、住所不定無職、まつきあゆむ（第100回、2011年12月17日）
- 住所不定無職、Ao（第110回、2012年10月2日）